# Reconhecimento internacional da República Árabe Saarauí Democrática
O reconhecimento da República Árabe Saarauí Democrática (também chamada RASD ou República Saarauí) não é tema de consenso na comunidade internacional: atualmente, a República Saarauí é reconhecida por 46 dos 193 países da ONU, o que corresponde a 23% dos países membros das Nações Unidas.

Atuais relações da RASD
Território reclamado pela RASD
Relações diplomáticas e reconhecimento da RASD
Apenas reconhecimento da RASD

A República Árabe Saarauí Democrática (RASD) ou simplesmente República Saarauí foi proclamada em 27 de fevereiro de 1976 pela Frente Polisário, organização que luta pela soberania do povo saarauí e pela independência do Saara Ocidental. Atualmente, a Frente Polisário controla entre 20 e 25% do território do Saara Ocidental; o Marrocos controla o restante (75 a 80%) do território do Saara Ocidental.
Marrocos não reconhece a República Saarauí. No mapa ao lado, podem se ver, em verde, os países que reconhecem a República Saarauí; e, em cinza, os países que não reconhecem a República Árabe Saarauí Democrática. O Saara Ocidental, disputado com o Marrocos, aparece em preto.
No passado, a República Saarauí já chegou a ser reconhecida por 84 países membros da ONU. Desses, porém, 38 voltaram atrás e retiraram seu reconhecimento diplomático formal. No entanto, vários países que não reconhecem oficialmente a República Saarauí (73% dos países membros da ONU) reconhecem a Frente Polisário como representante legítima da população saarauí. O Brasil, por exemplo, mesmo sem manter relações diplomáticas formais com a República Saarauí, reconhece e defende o direito do povo saarauí à sua autodeterminação, e defende que a definição do status do Saara Ocidental deve ser atingida pelo diálogo e por uma solução negociada entre as partes, que deverá obrigatoriamente levar em consideração a vontade do povo saarauí.

## Reconhecimento pela Corte Internacional de Justiça
Em 16 de outubro de 1975, por intermédio de um parecer jurídico denominado Advisory Opinion, a Corte Internacional de Justiça (ICJ, na sigla em inglês) declarou não haver encontrado nenhum vínculo territorial de soberania, seja do Reino de Marrocos ou da Mauritânia, sobre o território do Saara Ocidental. Ademais, a ICJ reconheceu a autodeterminação dos povos do território do Saara Ocidental por intermédio da livre e genuína expressão de vontade deles. Em uma tradução livre, a decisão se lê como segue:
A CORTE, constituída conforme acima informado, emite a seguinte Advisory Opinion:

1. As perguntas apresentadas a esta Corte com o fim de emissão de uma Advisory Opinion foram apresentadas a esta Corte por intermédio de uma carta datada de 17 de dezembro de 1974, protocolada no Setor de Registros em 21 de dezembro de 1974, endereçada pelo Secretário-Geral das Nações Unidas ao Presidente da Corte. Em sua carta, o Secretário-Geral informou à Corte que, por intermédio da Resolução 3292 (XXIX) adotada em 13 de dezembro de 1974, a Assembleia Geral das Nações Unidas decidiu requerer à Corte a emissão, com a maior brevidade possível, de uma Advisory Opinion concernente às perguntas suscitadas naquela Resolução. O texto de tal Resolução se lê como segue:
"A Assembleia Geral,
(...)
1. Decide requerer à Corte Internacional de Justiça, sem prejuízo da aplicação dos princípios consagrados na Resolução 1514 da Assembleia Geral (XV), a emissão, com a maior brevidade possível, de uma Advisory Opinion a respeito das seguintes perguntas:
‘I. Na ocasião em que foi colonizado pela Espanha, o território do Saara Ocidental (região do Río de Oro e do Sakiet El Hamra) configurava terra de ninguém (terra nullius)?
Caso a resposta à primeira pergunta seja negativa:
II. Quais eram os vínculos legais desse território com o Reino de Marrocos e a Mauritânia?’;"
(...)
162. Os materiais e as informações apresentados a esta Corte revelaram a existência, na época da colonização espanhola, de vínculos legais de aliança entre o Sultão do Marrocos e algumas das tribos habitantes do território do Saara Ocidental. Elas igualmente revelaram a existência de direitos, inclusive alguns relativos à terra, que constituem vínculos legais com a Mauritânia, na opinião desta Corte, e o território do Saara Ocidental. Por outro lado, a conclusão desta Corte é que os materiais e as informações apresentados não estabelecem nenhum vínculo de soberania territorial, nem do Reino de Marrocos nem da Mauritânia, sobre o território do Saara Ocidental. Ademais, esta Corte não identificou vínculos legais de tal natureza que afetem a aplicação da Resolução 1514 (XV) no processo de descolonização do Saara Ocidental e, particularmente, que afetem o princípio da autodeterminação por intermédio da livre e genuína expressão de vontade dos povos de tal território (cf. parágrafos 54 a 59, acima).

163. Por essas razões, A CORTE DECIDE, em relação à Pergunta I, por 13 votos a 3, e em relação à Pergunta II, por 14 votos a 2, atender ao requerimento de emissão de Advisory Opinion; ESTA CORTE É DA OPINIÃO, em resposta à Pergunta I, unanimemente, que o território do Saara Ocidental (regiões do Río de Oro e do Sakiet El Hamra), no momento de sua colonização pela Espanha, não se tratava de terra de ninguém (terra nullius); em resposta à Pergunta II, por 14 votos a 2, que entre esse território e o Reino de Marrocos havia os vínculos legais do tipo que foi indicado no parágrafo 162 desta Advisory Opinion; por 15 votos a 1, que entre esse território e a Mauritânia havia os vínculos legais do tipo que foi indicado no parágrafo 162 desta Advisory Opinion.Original (em inglês): 

THE COURT, composed as above, gives the following Advisory Opinion:
1. The questions upon which the advisory opinion of the Court has been asked were laid before the Court by a letter dated 17 December 1974, filed in the Registry on 21 Decemter 1974, addressed by the Secretary-General of the United Nations to the President of the Court. In his letter the Secretary-General informed the Court that, by resolution 3292 (XXIX) adopted on 13 December 1974, the General Assembly of the United Nations had decided to request the Court to give an advisory opinion at an early date on the questions set out in the resolution. The text of that resolution is as follows:
"The General Assembly,
(...)
1. Decides to request the International Court of Justice, without prejudice to the application of the principles embodied in General Assembly resolution 1514 (XV), to give an advisory opinion at an early date on the following questions:
‘I. Was Western Sahara (Río de Oro and Sakiet El Hamra) at the time of colonization by Spain a territory belonging to no one (terra nullius)?
If the answer to the first question is in the negative,
II. What were the legal ties between this territory and the Kingdom of Morocco and the Mauritanian entity?’;"
(...)
162. The materials and information presented to the Court show the existence, at the time of Spanish colonization, of legal ties of allegiance between the Sultan of Morocco and some of the tribes living in the territory of Western Sahara. They equally show the existence of rights, including some rights relating to the land, which constituted legal ties between the Mauritanian entity, as understood by the Court, and the territory of Western Sahara. On the other hand, the Court's conclusion is that the materials and information presented to it do not establish any tie of territorial sovereignty between the territory of Western Sahara and the Kingdom of Morocco or the Mauritanian entity. Thus the Court has not found legal ties of such a nature as might affect the application of resolution 1514 (XV) in the decolonization of Western Sahara and, in particular, of the principle of self-determination through the free and genuine expression of the will of the peoples of the Territory (cf. paragraphs 54-59 above).

163. For these reasons, THE COURT DECIDES, with regard to Question I, by 13 votes to 3, and with regard to Question II, by 14 votes to 2, to comply with the request for an advisory opinion; THE COURT IS OF OPINION, with regard to Question I, unanimously, that Western Sahara (Río de Oro and Sakiet El Hamra) at the time of colonization by Spain was not a territory belonging to no one (terra nullius); with regard to Question II, by 14 votes to 2, that there were legal ties between this territory and the Kingdom of Morocco of the kinds indicated in paragraph 162 of this Opinion; by 15 votes to 1, that there were legal ties between this territory and the Mauritanian entity of the kinds indicated in paragraph 162 of this Opinion.— Corte Internacional de Justiça, Advisory Opinion de 16 de outubro de 1975 - Saara Ocidental (em inglês)